# EMD GP60形ディーゼル機関車
EMD GP60は、1985年から1994年の間にアメリカのGM-EMDが製造した4動軸の電気式ディーゼル機関車である。EMDの「第三世代」機関車の第1号である。

## 解説

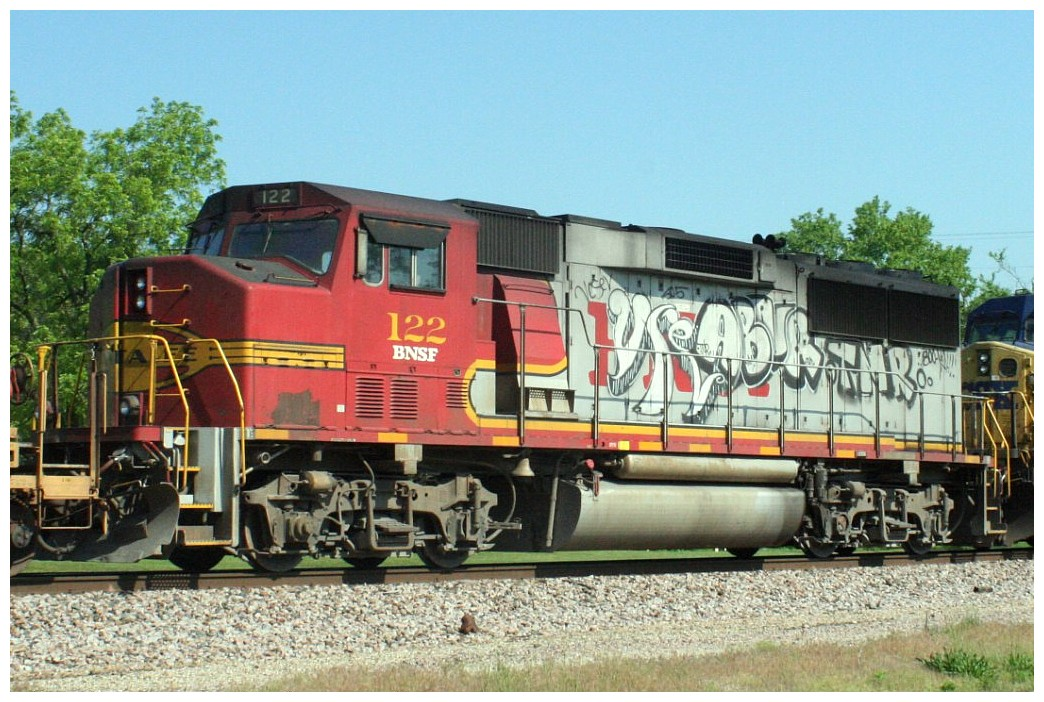
BNSF鉄道122号。GP60M

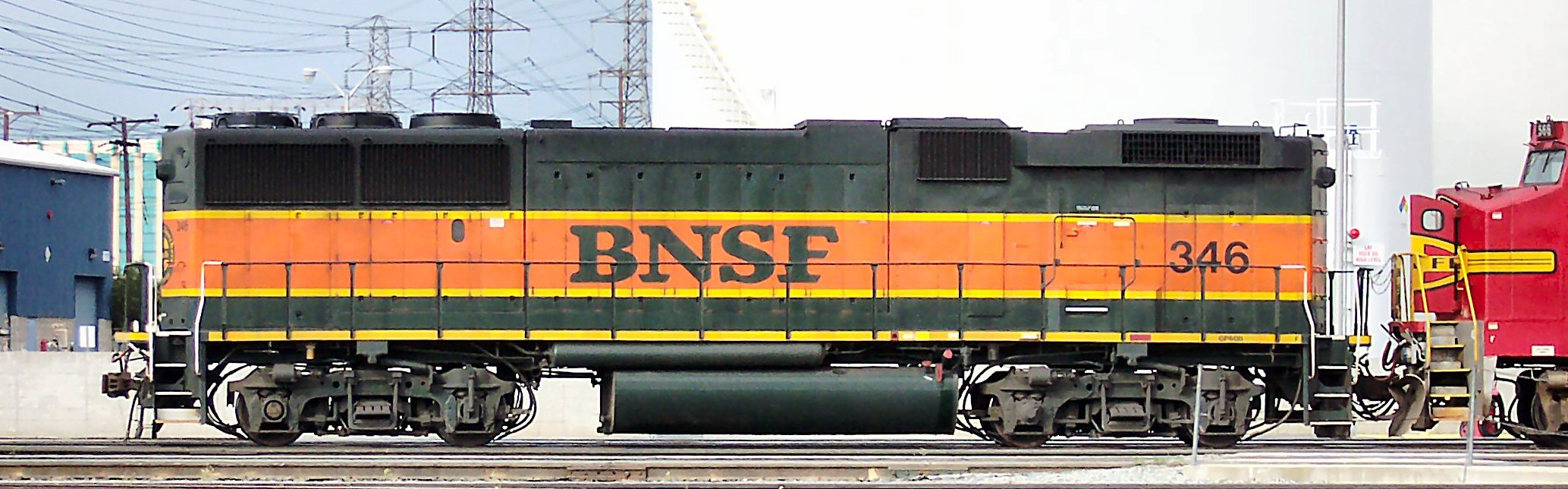
BNSF鉄道346号。GP60B

GP60形および第三世代の特徴は、マイクロプロセッサでの処理を導入したことにより膨大な量の回路やその結線、リレー類を備える必要がなくなったことである。マイクロプロセッサは運転室後部のフード内にあり、エンジン、冷却、運転機能のモニタリングと制御を行っている。
搭載するエンジンはEMD 710G3で、3800馬力を発揮する。また、台枠はGP59と同じであるため、全長は同じ59フィート9インチ(18.2m)である。
運転室のないBユニットのGP60Bもラインナップされており、そのすべてがアッチソン・トピカ・アンド・サンタフェ鉄道(ATSF、現BNSF鉄道)に一括購入された。GP60のノーズ(運転台側の短いフード。日本でいうボンネット部分)を車幅いっぱいまで広くし、コンフォートキャブを採用したGP60Mも、同じくATSFにより購入された。
折しも、求められる機関車は4動軸のGPシリーズ(Geep、ジープ)よりも6動軸にしてより出力の大きなSDシリーズが各鉄道会社に好まれるようになってきており、GPシリーズはGP60が現段階の最終機種となっている。

## 落成時の所有鉄道事業者
| GP60                                           | GP60 | GP60                 | GP60 |
| 鉄道事業者名                                   | 両数 | ロードナンバー       | 備考 |
| ---------------------------------------------- | ---- | -------------------- | --- |
| アッチソン・トピカ・アンド・サンタフェ鉄道     | 40   | 4000-4039            | 現在はBNSF鉄道の8700-8730号と8732-8739号。4031号機は事故により廃車。 |
| アメリカ合衆国エネルギー省 (DOE)               | 1    | 106                  | サウスカロライナ州の核施設、サバンナ・リバー・サイトで使用された。 |
| デンバー・アンド・リオグランデ・ウェスタン鉄道 | 3    | 3154-3156            | 現在はユニオン・パシフィック鉄道の1900-1902号。 |
| EMDX                                           | 3    | EMD 5-7              | 試作機。運転台がラウンド・キャブと呼ばれる独特の形状である。現在はCSXトランスポーテーションのCSXT 6897-6899号。 |
| ノーフォーク・サザン鉄道                       | 50   | 7100-7150            | 7100号は元7117号。事故で被災後1998年7月に復帰。死亡した乗務員の遺族の要望で復旧時に7100番に改番。 7137号と7138号、7143号は衝突事故に遭い、7137号は廃車、残る2両はペンシルベニア州アルトゥーナのジュニアータ工場で修復。 |
| サザン・パシフィック鉄道                       | 100  | 9600-9619, 9715-9794 | 現在はユニオン・パシフィック鉄道の1902-1921号と2015-2097号。 |
| セントルイス・サウスウェスタン鉄道             | 95   | 9620-9714            | 現在はユニオン・パシフィック鉄道の1984-1987号、1990-1993号、1995号、1997-2000号、2003-2014号。 |
| テキサス・メキシカン鉄道                       | 2    | 869-870              | 現在はヘルム・フィナンシャルのHLCX 7700-7701号。 |
| GP60B                                          |      |                      | |
| アッチソン・トピカ・アンド・サンタフェ鉄道     | 23   | 325-347              | 現在はBNSF鉄道の325-347号。347号は運転室を設置しAユニットに改造、170号に改番。 |
| GP60M                                          |      |                      | |
| アッチソン・トピカ・アンド・サンタフェ鉄道     | 63   | 100-162              | 現在はBNSF鉄道の100-162号。142, 144, 148, 152号は事故廃車。 |